# 軽演劇
軽演劇（けいえんげき）とはストーリーやメッセージ性よりも娯楽性を重視している演劇でお笑いなどのコント要素も含まれる。 日本では浅草などで浅草オペラとして親しまれ、特にオペラ等を素地とし荒唐無稽に仕立てた喜劇は「アチャラカ」と呼ばれた（小林信彦によると、「アチャラカ」とは、「あちら化」の訛った物で、西洋の「スラップスティック」の要素を取り入れた喜劇とのこと。「ドタバタ」と混同されることが多いが、アドリブの要素が強い「ドタバタ」とは異なり、本場の「スラップスティック」と同じく、入念な打ち合わせと高度な技術がないと成り立たない物だったという。また、戦後、演じられる人が少なくなったこと、舞台装置等に金が掛かること、「人情喜劇」が主流になったことなどから、急速に廃れてしまったという）。戦前では島陽之助・堀江洋子の剣戟芝居、吉本興業の1935年の浅草花月劇場の「吉本ショウ」の中で永田キングがはじめた「永田キング一党」と銘打った興行が有名。戦後、大阪の吉本興業が興した吉本新喜劇も有名。
小林信彦によると、「軽演劇」という語は、「重工業」という言葉にあやかったものだという。

## 主な軽演劇
- 浅草オペラ
- ムーランルージュ新宿座
- デン助劇団（大宮敏充主宰）
- 石井均一座
- お笑い浅草21世紀（橋達也主宰）
- 松竹新喜劇
- 松竹家庭劇
- 松竹爆笑劇
- 曾我廼家五郎劇→五郎劇→お笑い人生劇団→センニチコメディ
- 宝塚新芸座
- コマ新喜劇
- 吉本ヴァラエティ→吉本コミカルス→吉本新喜劇

常設ではないものの、2000年代に入ってからは、伊東四朗一座（熱海五郎一座）、志村魂の公演が毎年行われている。